# Teorema de Tychonoff
Em matemática, e em especial em topologia, o teorema de Tychonoff diz que o produto de uma coleção arbitrária de espaços topológicos compactos é um espaço topológico compacto em relação à topologia produto. O teorema recebe o nome de Andrey Nikolayevich Tikhonov (cujo sobrenome às vezes é transcrito como Tychonoff), que o demonstrou primeiramente em 1930 para potências do intervalo unitário fechado e em 1935 enunciou sua versão completa, juntamente com a observação de que a demonstração era a mesma do caso particular. A demonstração publicada mais antiga de que se tem conhecimento está em um artigo de 1937 de Eduard Čech.
Vários textos identificam o teorema de Tychonoff como o resultado mais importante em topologia geral (por exemplo, Willard, p. 120); outros permitem que ele divida esta hora com o lema de Urysohn.